# Band-in-a-Box

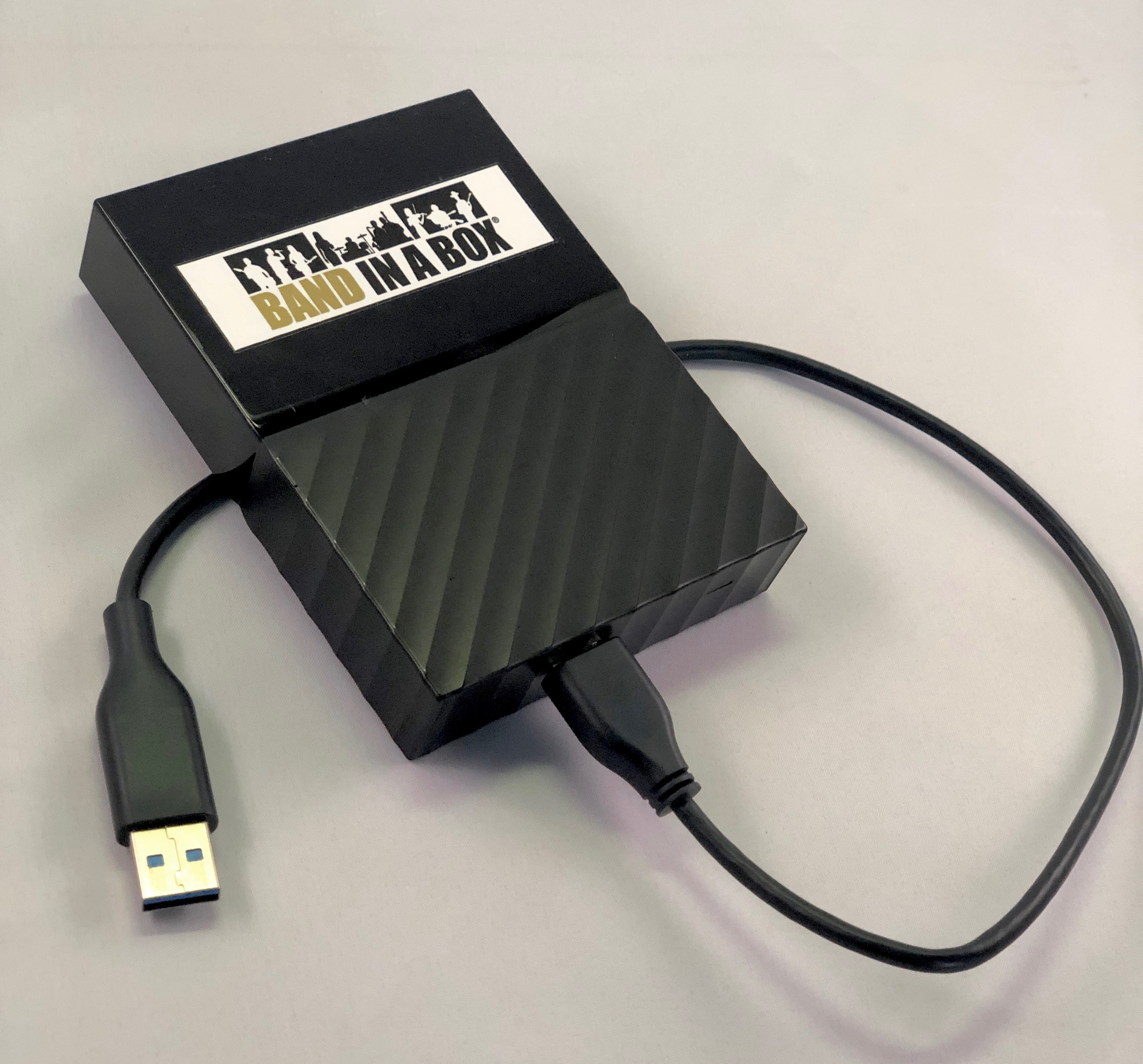
Band In a Box Audiophile Version-2018.

Band-in-a-Box é um software, da PG Music Inc., que gera acompanhamentos musicais automaticamente
em um computador provido de interface multimídia. Os timbres dos instrumentos são gerados por meio digital MIDI.